# Hans Kelsen
Hans Kelsen, né le 11 octobre 1881 à Prague (Autriche-Hongrie) et mort le 19 avril 1973 à Orinda (Californie), est un juriste austro-américain, fils d'une famille juive de Bohême et de Galicie. Théoricien du droit, il est l'auteur de la « Théorie pure du droit », œuvre phare de la discipline. Il est le fondateur du normativisme et du principe de la hiérarchie des normes.
Hans Kelsen appartient au mouvement du positivisme juridique, qui s'oppose au jusnaturalisme en prétendant décrire objectivement tout système juridique, sans faire appel à des valeurs morales extrinsèques au droit.
Il enseigna au Juridicum de Vienne entre 1911 et 1929. Contraint de fuir l'Autriche après l'Anschluss en raison de son ascendance juive, il s'exile aux États-Unis. où il enseigna à la faculté de droit Boalt Hall de l'université de Californie à Berkeley.

## Le théoricien du droit et de la science du droit

### Normativisme et pyramide des normes
Hans Kelsen est le fondateur de l'école normativiste et est à l'origine de la théorie dite de la pyramide des normes, ou théorie pure du droit. Cette théorie, fondatrice de l'école positiviste qui s'oppose au jusnaturalisme, vise à expliquer de façon objective tout système juridique en fonction de l'ordonnancement des différentes normes et sources du droit, assurant ainsi une explication rationnelle et fonctionnelle au principe de hiérarchie des normes et du droit international public.
Le principe fondamental de cette théorie s'appuie sur l'idée de conformité. Ainsi, la norme inférieure valide ne peut être contraire à la norme qui lui est immédiatement supérieure. Si tel est le cas, un contentieux pourra aboutir à l'« annulation » ou à la « correction » de la norme inférieure contraire invalide.
Cette considération théorique a permis d'expliquer et de favoriser l'émergence du contrôle de constitutionnalité dans les pays européens . Les États-Unis pratiquaient ce type de contrôle depuis le début du XIXe siècle (voir Marbury v. Madison).
Au sommet de la pyramide, l'auteur place une norme hypothétique fondamentale, dite Grundnorm (le Grund désignant le fondement). Cette norme, de nature logico-transcendentale (Kelsen est en effet fortement influencé par le néokantisme), est considérée comme une supposition nécessaire de l'esprit juridique, qui assure la cohérence de l'ordre juridique. Il ne s'agit pas d'une norme réelle, comme la Constitution : celle-là même devrait s'appuyer sur la Grundnorm imaginaire, placée au sommet de la pyramide.
Le caractère hypothétique de cette norme a fait dire à ses détracteurs, notamment Carl Schmitt, que l'auteur n'avait pas pu se détacher des postulats du droit naturel selon lesquels la légitimité du droit découle de la divinité ou de la Nature elle-même[réf. nécessaire].
Une autre critique importante à la conception juridique normative de Kelsen est celle faite par Alexander Hold-Ferneck (de) (1875-1955), qui tend à montrer que le positivisme juridique de Kelsen est un jusnaturalisme formalisé, sans substance et sans contenu. Pour essayer de répondre à ces critiques, Kelsen a procédé à d'importants remaniements de sa théorie, si bien que l'on distingue généralement deux temps dans son œuvre : avant l'exil américain et après celui-ci.
La majorité des commentateurs s'accorde toutefois aujourd'hui à penser que la critique qui ferait de Kelsen un jusnaturaliste qui s'ignore n'est pas fondée. La Grundnorm, en effet, n’est pas l’origine causale ou génétique de l’ordre juridique et politique. En tant que norme, elle appartient au monde du devoir-être et ne peut rien causer qui ressortit du monde des faits. La Grundnorm est un postulat, une norme hypothétique, supposée et non posée. Elle est un choix épistémologique qui nous permet de comprendre la juridicité de la Constitution et donc de l’ensemble de l’ordre juridique. En tant que norme supposée, elle ne dispose d’aucun contenu et la démarche kelsénienne se situe donc aux antipodes de la recherche jusnaturaliste des fondements du droit basée sur des normes morales. Cette critique repose sur une confusion entre le caractère obligatoire d’une norme et sa validité ; qualifier un ordre normatif de juridique ne revient pas à énoncer la norme morale, mais il faut se conformer aux normes qui composent cet ordre.

### Juge aiguilleur
Selon Kelsen, le juge constitutionnel n'a pas pour vocation d'instaurer un gouvernement des juges dans lequel sa censure de la loi lors du contrôle de constitutionnalité aurait des aspirations politiques. Au contraire, le juge n'est là que pour indiquer au législateur que, lorsqu'il y a incompatibilité avec la Constitution, il lui faut d'abord passer par une révision constitutionnelle avant de pouvoir faire passer sa loi.
Il en fut ainsi en France, par exemple, lorsque le Conseil constitutionnel censura, le 13 août 1993, une disposition de la loi portant sur l'immigration, prise en application de la convention de Schengen, au motif qu'elle portait atteinte au principe à valeur constitutionnelle du droit d'asile (consacré par le préambule de 1946). La Constitution fut alors révisée le 25 novembre 1993 en intégrant un nouvel article 53-1 portant sur ce droit. L'expression « juge aiguilleur » vient de Louis Favoreu.
En France, cette théorie rencontre une limite puisque le juge constitutionnel se refuse à contrôler les lois référendaires, ce qui peut s'expliquer par le fait que selon les termes mêmes de l’article 3 de la Constitution française, « La souveraineté nationale appartient au peuple ». Contrôler l'expression directe de cette souveraineté via les lois référendaires reviendrait à violer objectivement les termes mêmes de la Constitution.
Kelsen ne nie cependant pas l'élément politique contenu dans la décision du juge constitutionnel. Il suggère néanmoins d'éviter au maximum cette marge d'interprétation politique du juge « la marge de manœuvre dans l’appréciation que les lois laissent pour leur application doit être la plus réduite possible. En conséquence, les normes constitutionnelles ne doivent pas être rédigées en des termes trop généraux, en vue de leur application par un tribunal constitutionnel…pas de concepts percutants et vagues comme « la liberté, l’égalité, l’équité » sinon on risque un glissement de pouvoir d Parlement à une instance extérieure ».

## Le théoricien de la démocratie libérale
Kelsen réfléchit aussi sur l'organisation politique et sur les relations internationales, en particulier sur la démocratie (cf. La Démocratie : sa nature, sa valeur). Il essaie de définir cette notion qui est en réalité loin d'être évidente. Pour cela, il revient sur le contrat social pour essayer de le dépasser et d'accéder à un régime qui serait le moins mauvais pour l'homme, un équilibre entre la liberté (valeur première) et l'égalité.
Kelsen ne veut pas donner de justification morale à un régime idéal, il présente comme faits les caractéristiques des deux régimes qu'il identifie. Ainsi, la démocratie correspondrait à une vision du monde présentant plusieurs critères qui lui semblent objectifs :
- La démocratie libérale serait ainsi relativiste car elle n'impose pas une vision unique de ce qui est bon politiquement et moralement.
- Elle serait scientifique car elle n'empêche pas le développement de la science et elle accepte les réalités scientifiques.
- Elle serait enfin positiviste car compatibles avec les principes philosophiques du positivisme d'inspiration comtienne.
De l'autre côté, l’autocratie serait métaphysico-religieuse, c'est-à-dire imprégnée de l'idée métaphysique qu'il n'y aurait qu'une seule voie politique à suivre dictée par la métaphysique ou par Dieu. Elle nierait aussi une partie de la vérité à son avantage par la propagande et les mensonges d'État. Ainsi, l'autocratie ne serait pas compatible avec la science et la théorie positiviste.
Il collabore à la rédaction de la constitution autrichienne de 1920.

## Sources de sa pensée
Kelsen est souvent considéré comme le principal représentant du positivisme juridique, notamment par les tenants de théories rivales comme le jusnaturalisme. Bien qu'il revendique lui-même cette affiliation, quelques théoriciens notables la contestent. Ainsi, Alf Ross décrit Kelsen comme un « quasi-positiviste ».
Sa pensée sur la philosophie politique est fortement influencée par Kant et Hume.

## Publications

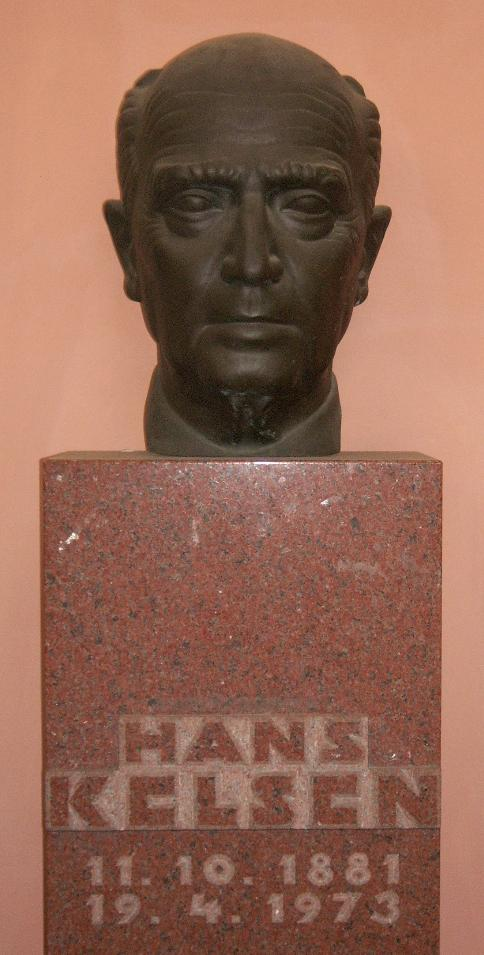
Buste de Hans Kelsen.

- « La garantie juridictionnelle de la Constitution ». RDP (1928) : 226.
- « La méthode et la notion fondamentale de la théorie pure du droit ». Revue de Métaphysique et de Morale, T. 41, No. 2 (avril 1934) : 183-204.
- Théorie pure du droit, 2e édition, traduite par Charles Eisenmann, Dalloz, 1962, Paris.
- Théorie générale des normes, PUF, 1996, Paris, traduction de Olivier Beaud.
- Théorie générale du droit et de l'État suivi de La doctrine du droit naturel et le positivisme juridique, LGDJ - Bruylant, 1997, Paris, coll. La pensée juridique.
- The Communist Theory of Law (Londres, 1955); quelques pages consacrées à Evgueni Pachoukanis
- « Le contrôle de constitutionnalité des lois. Une étude comparative des Constitutions autrichienne et américaine ». RFDC, n° 1 (1990) : 17.
- Qu'est-ce que la justice ? suivi de Droit et morale, traduction de Pauline Le More, Jimmy Plourde et Charles Eisenmann, préface de Valérie Lasserre, Editions Markus Haller, 2012, Genève
- La Démocratie : sa nature, sa valeur (Vom Wesen und Wert der Demokratie, 1920[8], 1929) Economica. 1988
- Une nouvelle science du politique, Kimé, 2021, traduction de François Lecoutre (lire en ligne)
- Religion séculière, Kimé, 2023, traduction de François Lecoutre
- Qui doit être le gardien de la Constitution ?, Michel Houdiard, 2006, traduction de Sandrine Baume
- Les fictions du droit. Kelsen, lecteur de Vaihinger, ENS éditions, 2013, textes réunis et traduits par Christophe Bouriau (lire en ligne )
- Controverses sur la théorie pure du droit. Remarques critiques sur Georges Scelle et Michel Virally, éditions Panthéon-Assas, 2005
- Ecrits français de droit international, Presses universitaires de France, 2001, préf. Charles Leben
- Autobiographie, Dalloz, coll. "Les sens du droit", 2023, traduction de Guillaume Robertson

#### Ouvrages
- (nl) Edgar de Bruyne, G. B. J. Hiltermann et H. R. Hoetink, « Kelsen, Hans », dans Winkler Prins, vol. 12, 1951, 6e éd. (lire en ligne), p. 9-10

- (de) Nikitas Aliprantis (dir.) et Thomas Olechowski (dir.), Hans Kelsen : die Aktualität eines grossen Rechtswissenschafters und Soziologen des 20. Jahrhunderts : Ergebnisse einer internationalen Tagung an der Akademie von Athen am 12. April 2013 aus Anlass von Kelsens 40. Todestag, Vienne, Manzsche Verlags- und Universitätsbuchhandlung, 2014, XII-189 p. (ISBN 978-3-214-14757-0, SUDOC 238469824).
- François Brunet, La pensée juridique de… Hans Kelsen, Paris, Mare & Martin, 2019, 159 p. (ISBN 978-2-84934-440-8, SUDOC 240754344).
- Carlos-Miguel Herrera, Le droit, le politique. Autour de Max Weber, Hans Kelsen, Carl Schmitt, Paris : L'Harmattan, 1995.
- Carlos-Miguel Herrera, Théorie juridique et politique chez Hans Kelsen, Paris : Kimé, 1997.
- Carlos-Miguel Herrera, Actualité de Kelsen en France, Paris : LGDJ, 2001.
- Carlos-Miguel Herrera, La philosophie du droit de Hans Kelsen, Québec : Presses de l’Université Laval, 2004.
- Carlos-Miguel Herrera, Le surmoi, genèse politique. Autour de Freud et Kelsen, Incidence. Philosophie, littérature, Sciences humaines, Paris, n° 3, 2007 (en collaboration avec Étienne Balibar et B. Ogilvie).
- O. Jouanjan (dir.), Hans Kelsen. Forme du droit et politique de l'autonomie, PUF, 2010.
- Thomas Hochmann (dir.), Xavier Magnon (dir.) et Régis Ponsard (dir.), Un classique méconnu : Hans Kelsen, Paris, mare & martin, 2019, 434 p. (ISBN 978-2-84934-397-5, SUDOC 238346129).
- (en) Peter Langford (dir.) et Ian Bryan (dir.), Hans Kelsen and the natural law tradition, Leiden ; Boston, Brill, coll. « Studies in moral philosophy » (no 14), 2019, XVI-539 p. (ISBN 978-90-04-39038-6, SUDOC 241820251).
- (de) Thomas Olechowski, Hans Kelsen : Biographie eines Rechtswissenschaftlers, Tübingen, Mohr Siebeck, 2020, XXI, 1027 (ISBN 978-3-16-159292-8, OCLC 1159361750).

#### Articles
- Paul De Visscher, « Hans Kelsen (1881 - 1973) », Bulletins de l'Académie Royale de Belgique (Bulletin de la Classe des lettres et des sciences morales et politiques), vol. 59,‎ 1973, p. 534-543 (lire en ligne, consulté le 7 juin 2020).
- Philippe Coppens, « Introduction à l'article de Hans Kelsen », Droit et Société, no 22,‎ 1992, p. 533-550 (lire en ligne, consulté le 7 juin 2020).
- Hans Kelsen, « Qu'est-ce que la théorie pure du droit ? », Droit et Société, no 22,‎ 1992, p. 551-568 (lire en ligne, consulté le 7 juin 2020).
- Hans Kelsen, « La notion d'État et la psychologie sociale », publié dans Imago : revue de psychanalyse appliquée aux sciences humaines, éditée par Sigmund Freud, 1922, vol. VIII-2, et republié dans la revue Hermès, 1988, numéro Masses et politique.
- Hans Kelsen,  « Qu'est-ce que la justice ? », 1re traduction par Pauline Le More et Jimmy Plourde, Editions Markus Haller, Genève, 2012.
- « Dossier : Kelsen et le kantisme », Droit et Société (Science du droit, sociologie), no 7,‎ 1987, p. 327-370 (lire en ligne, consulté le 7 juin 2020).